# Saldanha Bay
Baie de Saldagne
Pour les articles homonymes, voir Saldanha (homonymie).
La baie de Saldagne, ou Saldanha Bay, (en afrikaans : Saldanhabaai) est une baie de la côte sud-africaine située dans la province du Cap-Occidental, au nord-nord-ouest du Cap. Le lieu est mentionné pour la première fois par John Locke dans son Traité du gouvernement civil, dans lequel il décrit l'endroit comme un exemple de l'état naturel. 
Saldanha Bay est aussi le nom de la municipalité (99 193 habitants en 2011) où se trouve la baie éponyme ; elle dispose d'un port important dans l'économie sud-africaine (59,689 millions de tonnes traitées en 2011). Ce port a pris son essor récemment lorsqu'il est devenu nécessaire de faciliter l'exportation du minerai de fer depuis la province  du Cap-du-Nord. À cet effet, une voie ferrée de 861 km de long a été construite jusqu'aux mines de Sishen dans la province  du Cap-du-Nord. La ligne, établie à l'écartement du Cap (1,067 m), est électrifiée. Elle est exploitée par Transnet Freight Rail.

## Histoire
La baie tient son nom d'Antonio de Saldanha, capitaine portugais d'un vaisseau de la flotte d'Alphonse de Albuquerque mais qui ne visita jamais le site. Le nom avait été initialement donné à la baie de la Table en hommage au navigateur qui y avait jeté l'ancre en 1503, alors qu'il visitait l'Afrique du Sud. La baie de la Table ne prit son nom actuel qu'en 1601, époque à laquelle l'ancienne dénomination fut transférée à la baie dont il est ici fait l'objet. Le 13 avril 1688, le vaisseau néerlandais Voorschooten arrive dans la baie de Saldanha, avec à son bord 21 Français huguenots. Le navire était dirigé par le capitaine Fs. Vellerius (Valerius) et venait de Delfshaven, dans les Provinces-Unies (aujourd'hui les Pays-Bas). Les réfugiés furent transférés sur le navire Jupiter qui les conduisit au Cap. D'abord sous le commandement du gouverneur de la ville, Simon van der Stel, ils reçurent ensuite leurs exploitations établies dans la vallée du Drakenstein. En 1781, une escadre britannique sous le commandement de l'amiral George Johnstone captura cinq vaisseaux de la Compagnie néerlandaise des Indes orientales qui, craignant une attaque de la ville du Cap, s'étaient réfugiés dans la baie de Saldanha. Un sixième vaisseau, le Middleburg, fut détruit par son propre équipage, qui avait volontairement allumé un incendie. Celui-ci se propagea rapidement à la poudrière du navire provoquant l'explosion finale du bâtiment. Ce fut le seul épisode victorieux de l'expédition anglaise envoyée prendre Le Cap aux Néerlandais durant la guerre de 1781-1783.
Le site fut le théâtre de deux batailles navales au cours de la Quatrième guerre anglo-néerlandaise puis de la Première Coalition, respectivement en 1781 et 1796. Par ses liens étroits avec l'histoire militaire du pays, Saldanha Bay est également le lieu d'établissement d'un centre de formation de la Marine, ainsi que de l'Académie militaire d'Afrique du Sud. La réserve stratégique de pétrole de ce pays est sous la forme de six réservoirs souterrains sur d'une capacité de stockage de 45 millions de barils. À la mi-2015, cette réserve est remplie à pleine capacité.

## Écologie
La réserve naturelle de SAS Saldanha offre un écrin de fleurs sauvages à la fin de l'hiver et au printemps tandis que les baleines franches australes fréquentent également ses eaux à l'intérieur et aux alentours de la réserve naturelle. La région a un climat méditerranéen, mais la pluviométrie annuelle est très faible ; ceci étant dû au voisinage de la région désertique du Namaqualand.

## Galerie

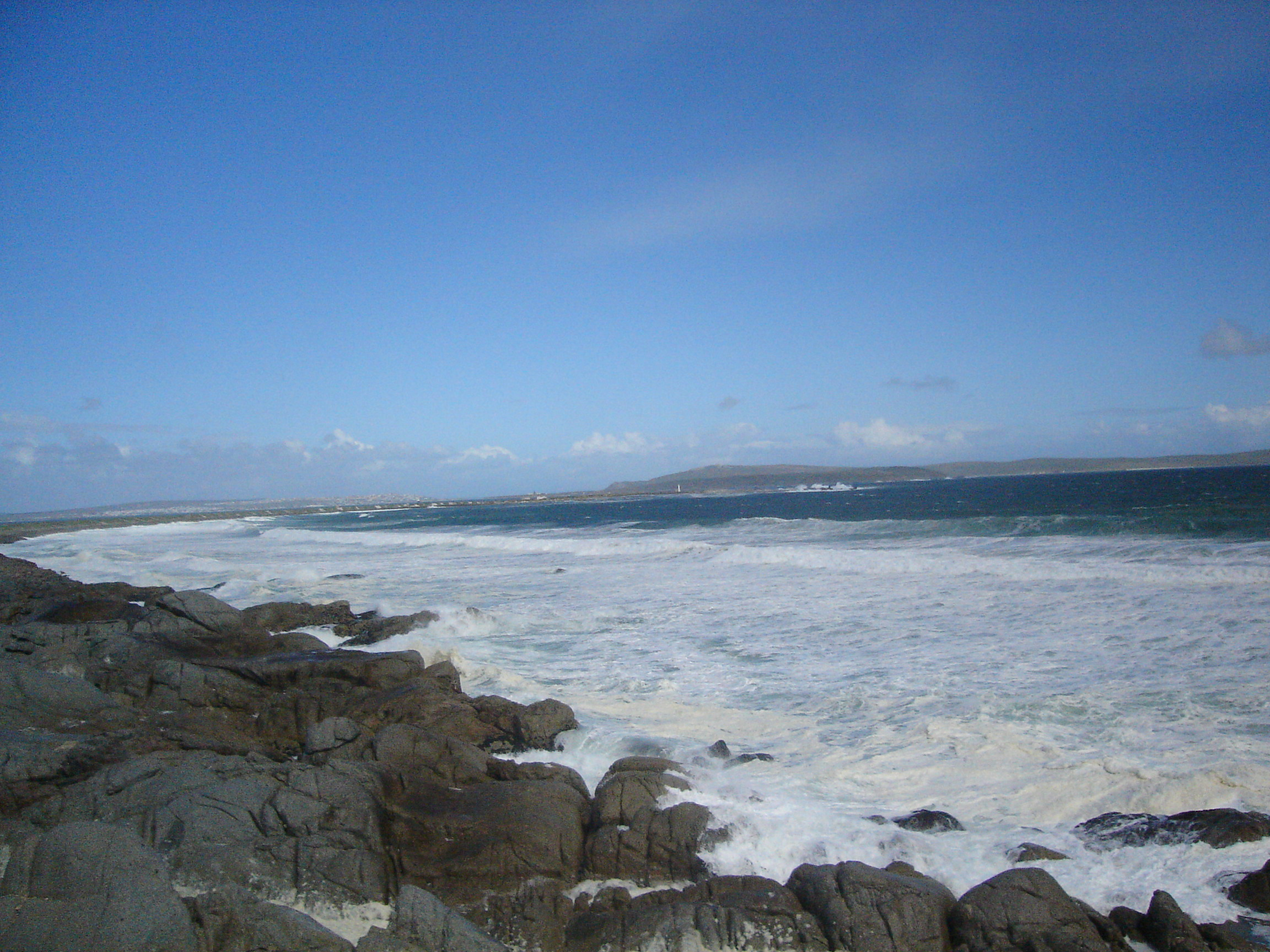
Vue sur la baie et le rivage
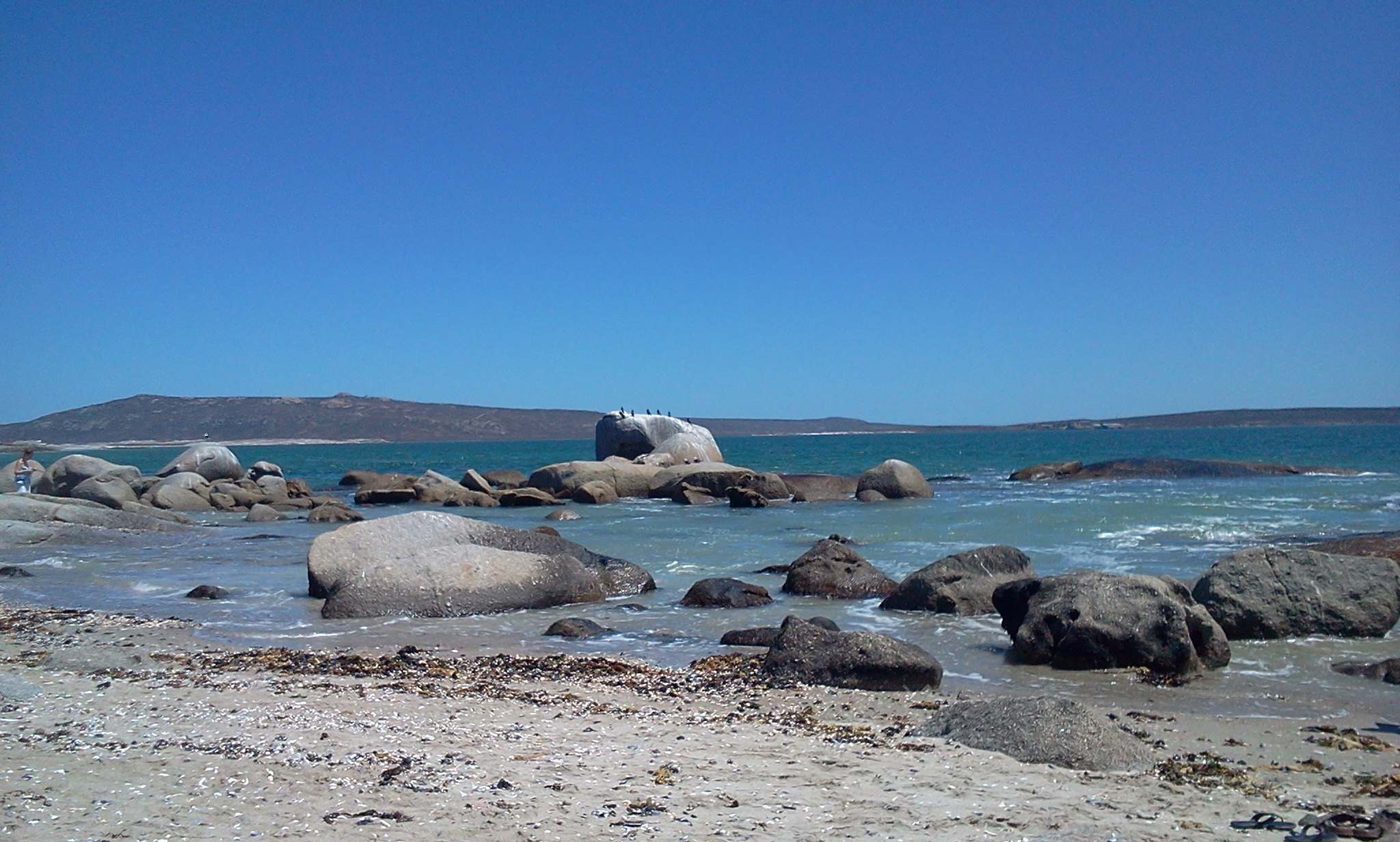
Vue depuis Langebaan
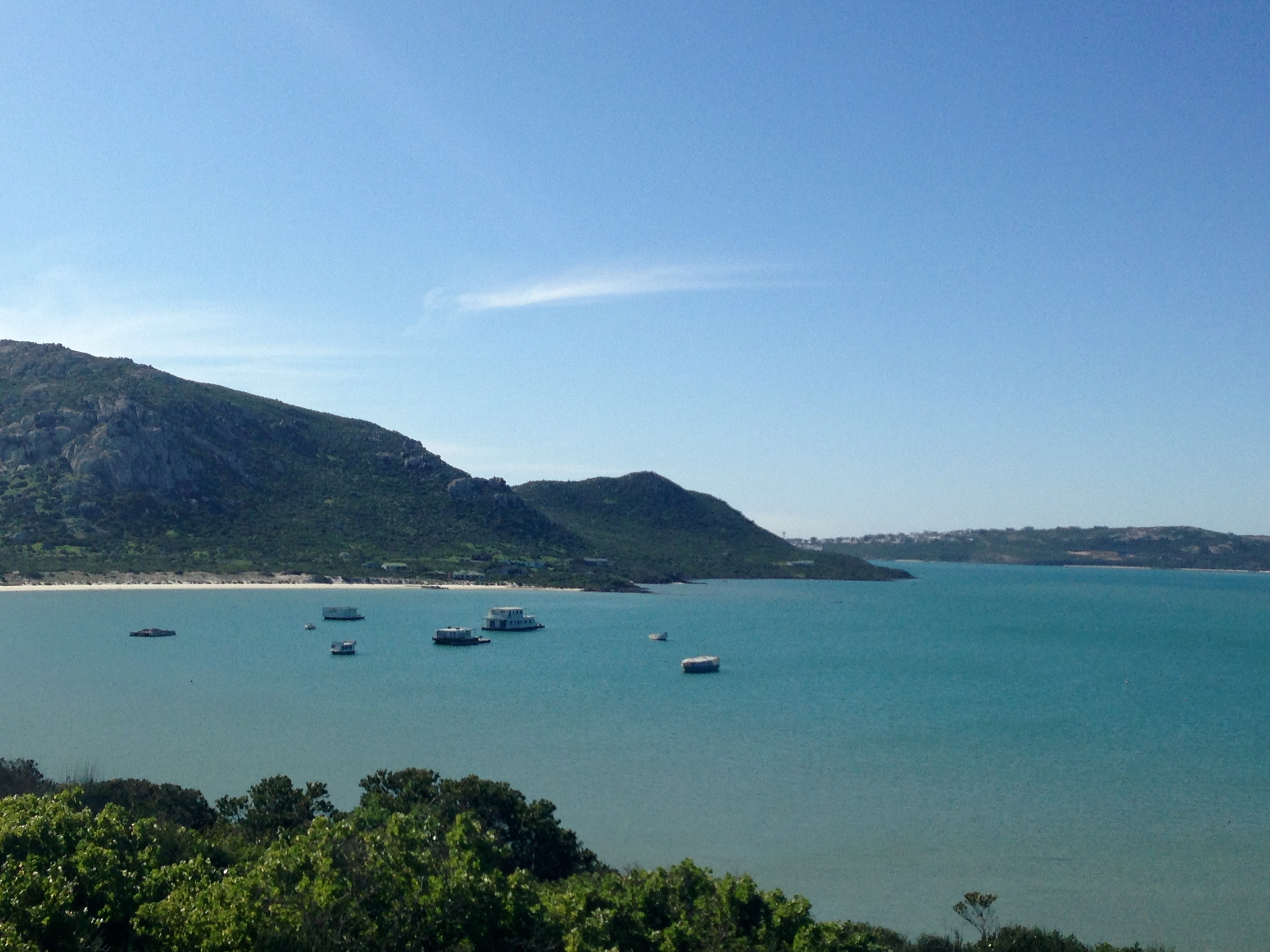
Vue de Langebaan Lagoon
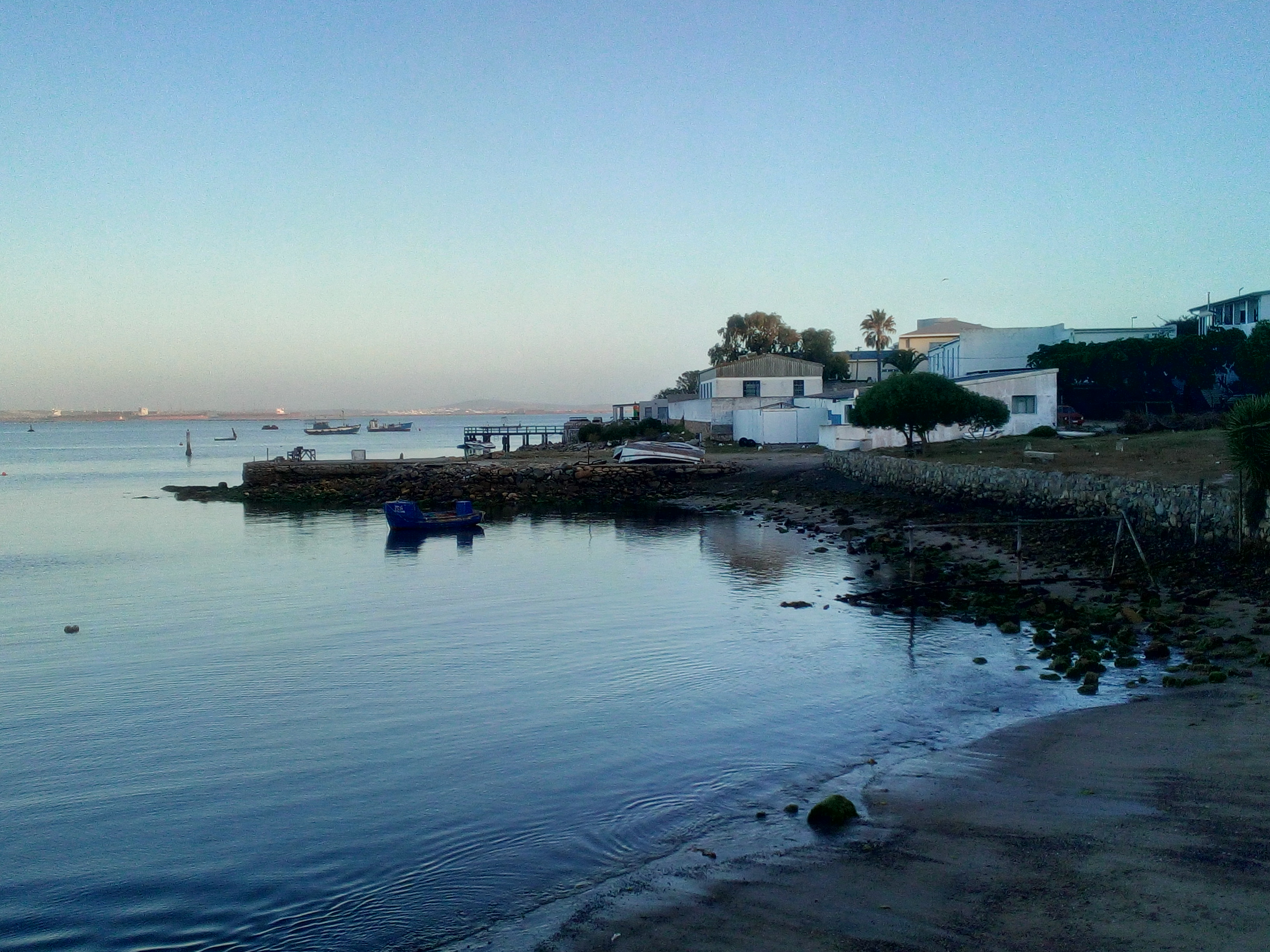
Maison de pêche au centre de la baie